# Стела Даваті

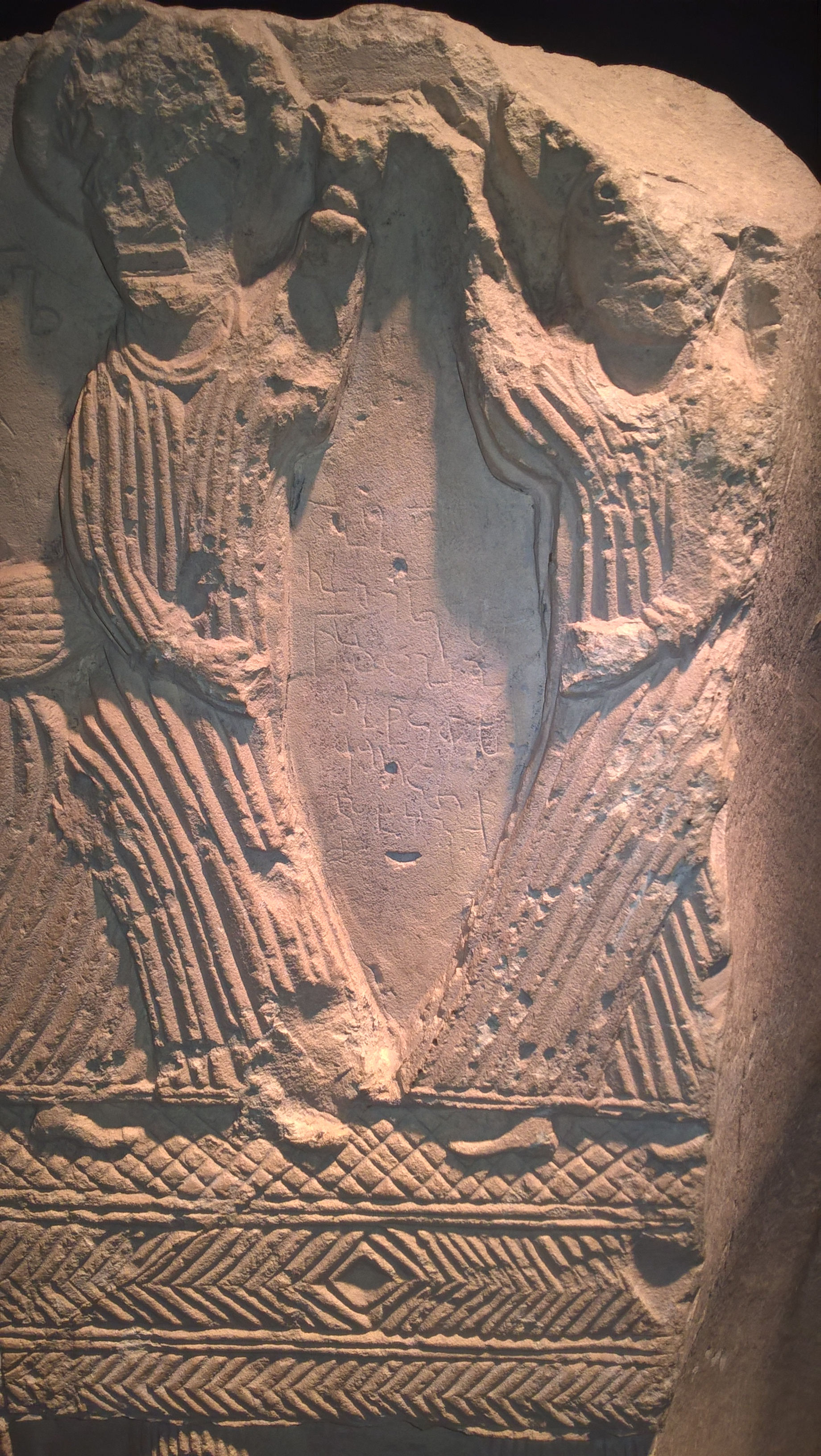

Стела Даваті — це знайдена в селі Даваті, (Грузія) барельєф із зображенням двох архангелів — Михаїла і Гавриїла, які тримають пергамент с зображенням старовинної грузинської абетки. Це перше зображення абетки, що збереглося до наших днів.
Стела Даваті датується IV—VI століттями н. е. На трьох літерах კ (К), ტ (Т), і ჭ (Ч) є позначки. На думку Р. Рамішвілі вони означають певні числа: 5000, 300 і 20 тобто = 5320 (числа в старовинних грузинських текстах позначалися літерами). Враховуючи те, що літочислення світу по біблії обчислюється з 5604 року до н. е., маємо в результаті 5604-5320=284 рік до н. е. Саме 284 рік до н. е. вважається датою створення грузинської абетки царем Фарнавазом.